# Poecilia orri
Poecilia orri är en fiskart som beskrevs av Fowler, 1943. Poecilia orri ingår i släktet Poecilia och familjen Poeciliidae. Inga underarter finns listade i Catalogue of Life.